# Păunești
Păunești es una comuna ubicada en el distrito de Vrancea, Rumania.

## Superficie
Posee una superficie de 73,66 kilómetros cuadrados.

## Demografía
Hasta 2021 la población era de 5923 habitantes, con una densidad de población de 80,41 habitantes por kilómetro cuadrado.